# کوزالیت
کوزالیت  (به انگلیسی: Cosalite) با فرمول شیمیایی Pb2Bi2S5 از مجموعه کانی هاست و . از نام معدن و ژیزمان Cosala درمکزیک مشتق شده‌است. درشعله ذوب می‌شود. دراسید HCl و HNO۳ حل می‌شود. Pb:۴۱٫۷۵٪  Bi:۴۲٫۱۰٪  S:۱۶٫۱۵٪  برای اولین بار در چک اسلواکی کشف شد و از نظر شکل بلور: منشورهای طویل به‌طور قائم دارای شیار، رنگ: خاکستری سربی - خاکستری فولادی، شفافیت: کدر(اپاک)، شکستگی: نامنظم، جلا: فلزی، رخ: خوب، سیستم تبلور: ارترومبیک و در رده‌بندی سولفور است  و منشأ تشکیل آن هیدروترمال است.
همایند کانی‌شناسی (پارانژ) آن بیسموتینیت و نمکهای سولفورهبیسموت- نمکهای سولفوره بیسموت, سرب ومس است
کاربرد آن: کانسار بیسموت، از نظر ژیزمان آگرگاتهای شعاعی و دانه‌ای تقریباْ کمیاب است و بیشتر در رومانی، مکزیک، کانادا، استرالیا، روسیه و چک اسلواکی یافت می‌شود.

## منبع
- پردیس کشاورزی ایران